# 1800 w literaturze
Wydarzenia literackie w 1800 roku.

## Wydarzenia
- zagraniczne
  - 24 kwietnia – powstanie w USA Biblioteki Kongresu

## Nowe dramaty
- zagraniczne
  - Friedrich Schiller
    - Maria Stuart
    - Wallenstein

## Nowe poezje
- Novalis – Hymn do nocy

## Urodzili się
- 23 czerwca – Charlotte Birch-Pfeiffer, niemiecka pisarka (zm. 1868)

## Zmarli
- 25 kwietnia – William Cowper, angielski poeta (ur. 1731)